# 克里莫夫VK-1
克里莫夫VK-1发动机是苏联首款廣為人知的半原創量产的軍用離心式喷气式发动机，由弗拉基米尔·克里莫夫仿照但改良英国罗尔斯·罗伊斯股份有限公司尼恩引擎民用型號制造，但中間還有一個鮮為人知的純仿制型號Klimov RD-500硬給軍用。后中华人民共和国仿照克里莫夫VK-1制造了涡喷-5发动机。罗尔斯·罗伊斯尼恩引擎是英国首相克莱门特·艾德礼为改善英苏关系而赠与苏联的，但前提是不得用于军用的，同時也售與法國使得法國生詳其第一種噴射機Dassault Ouragan，加速法國軍力的復興。苏联随后将其仿制改进为VK-1并用于米格-15、米格-17及伊尔-28的制造。
蘇聯的第一和二款量產噴射引擎是直接仿制Me262的Junkers Jumo 004的BMW 003的Rd10和RD20，它屬於軸流式雖然原理比離心式更先進、但早年不論德美蘇都沒有完全解決其可靠性低還不耐用的問題，所以只好繼續生產和使用螺旋槳飛機，是美國首先在F-84戰鬥機和F-86的引擎J-35中後期型和J47上解決的。

## 歷史
1946年，艾德禮邀請了一批蘇聯科學家和工程師到英國。這批專家曾向英方表示，希望可以到訪勞斯萊斯的飛機引擎製造工廠，並參觀由法蘭克·惠特爾設計的尼恩引擎。斯大林曾私下表示沒有「白痴願意售賣自己的秘密」(因為英國同時賣給美國和法國，所以變成四國共同擁有不再是秘密)，而英國皇家空軍亦表達強烈反對。但是在極左的貿易委員會主席，斯塔福·克里普斯爵士的籌劃下，蘇方的科學隊伍最終仍悉數取得他們所需的資料。而艾德禮本人更同意向蘇聯贈送40部「尼恩」飛機引擎。結果，蘇聯人不久以後即憑尼恩引擎，秘密地改良出克里莫夫VK-1引擎，並使用於米格-15戰鬥機（蘇方沒有繳納版權費）。1950年朝戰爆發，蘇聯更把這種機派到北朝鮮，迫使美軍不能再在該區派出B-29轟炸機，也使聯合國對南朝鮮的制空權受到很大威脅。